# Max Brod
Max Brod (Prága, 1884. május 27. – Tel-Aviv, 1968. december 20.) német nyelvű zsidó író, költő, fordító és zeneszerző, akinek egykoron nagyon sikeres irodalmi művei ma nagyrészt feledésbe merültek, de Franz Kafka író és Leoš Janáček zeneszerző műveiért tett erőfészítései révén jelentős szerepet tölt be az irodalom- és a zenetörténetben.
Kafka halála előtt meghagyta neki, hogy írásait semmisítse meg, de ezt nem tette meg, hanem kiadatta a műveket. Így válhatott Kafka világszerte ismertté.

## Művei
Első elbeszélő művei : Die Erziehung zur Hetore (1909), Jüdinnen (1911), erotikusak, de erős lélektani megfigyelésről tanúskodnak. 
Későbbi regényeiben a nagy személyiség és sorsa jobban előtérbe lép : Tycho Brahes Weg zu Gott (1914) ; Reubeni (1925) ; Die Frau, nach der man sich sehnt (1927). Verseskötete : Der Weg des Verliebten (1907). A pacifizmus és cionizmus szószólójaként is ismeretessé vált. (Heidentum, Christentum, Judentum, 1921.) 

### Magyarul
- Zsidólányok. Regény (Jüdinnen); ford. Nagy Béla; Kultúra, Bp., 1918 (A Kultúra regénytára)
- A zsidóság és kereszténység viszonya; ford. Ben Eleázár; Szabadsajtó Ny., Satu-Mare, 1925 (Zsidó renaissance könyvtár)
- Reubeni herceg. Regény; ford. Horváth Zoltán; Tabor, Bp., 1934 (Tabor. A zsidó irodalom barátai)
- Morvay Jenőː Grafika. 20 eredeti linoleummetszet; előszó Max Brod; Nekudah Ny., Munkács, 1938